# Plebejus behrii
Plebejus behrii är en fjärilsart som beskrevs av Streck. Plebejus behrii ingår i släktet Plebejus och familjen juvelvingar. Inga underarter finns listade i Catalogue of Life.